# Sebseb
Sebseb (em árabe: سبسب) é uma cidade e comuna localizada na província de Ghardaïa, Argélia. Segundo o censo de 2008, a população total da cidade era de 2 437 habitantes.